# Drosophila praesutilis
Drosophila praesutilis este o specie de muște din genul Drosophila, familia Drosophilidae, descrisă de Hardy în anul 1965. Conform Catalogue of Life specia Drosophila praesutilis nu are subspecii cunoscute.